# 14669 Beletic
14669 Beletic eller 1999 DC är en asteroid i huvudbältet som upptäcktes den 16 februari 1999 av OCA–DLR Asteroid Survey (ODAS). Den är uppkallad efter fysikern James William Beletic.
Asteroiden har en diameter på ungefär 16 kilometer och den tillhör asteroidgruppen Hilda.